# Powiat Main-Spessart
Powiat Main-Spessart (niem. Landkreis Main-Spessart) – powiat w Niemczech, w kraju związkowym Bawaria, w rejencji Dolna Frankonia, w regionie Würzburg.
Siedzibą powiatu Main-Spessart jest miasto Karlstadt.

## Podział administracyjny
W skład powiatu Main-Spessart wchodzi:
- siedem gmin miejskich (Stadt)
- osiem gmin targowych (Markt)
- 25 gmin wiejskich (Gemeinde)
- siedem wspólnot administracyjnych (Verwaltungsgemeinschaft)
- dziesięć obszarów wolnych administracyjnie (gemeindefreies Gebiet)

Miasta:
| Lp. | Nazwa miasta     | Ludność (31.12.2011) | Powierzchnia km² |
| --- | ---------------- | -------------------- | ---------------- |
| 1   | Arnstein         | 8030                 | 112,12           |
| 2   | Gemünden am Main | 10597                | 75,09            |
| 3   | Karlstadt        | 14835                | 98,18            |
| 4   | Lohr am Main     | 15598                | 90,44            |
| 5   | Marktheidenfeld  | 10867                | 37,54            |
| 6   | Rieneck          | 2031                 | 26,20            |
| 7   | Rothenfels       | 1000                 | 12,07            |

Gminy targowe:
| Lp. | Nazwa gminy targowej | Ludność (31.12.2011) | Powierzchnia km² |
| --- | -------------------- | -------------------- | ---------------- |
| 1   | Burgsinn             | 2533                 | 51,38            |
| 2   | Frammersbach         | 4462                 | 19,20            |
| 3   | Karbach              | 1412                 | 24,15            |
| 4   | Kreuzwertheim        | 3729                 | 20,04            |
| 5   | Obersinn             | 989                  | 11,70            |
| 6   | Thüngen              | 1324                 | 13,61            |
| 7   | Triefenstein         | 4331                 | 25,47            |
| 8   | Zellingen            | 6374                 | 41,44            |

Gminy wiejskie:
| Lp. | Nazwa gminy                   | Ludność (31.12.2011) | Powierzchnia km² |
| --- | ----------------------------- | -------------------- | ---------------- |
| 1   | Aura im Sinngrund             | 1021                 | 12,07            |
| 2   | Birkenfeld                    | 2166                 | 29,15            |
| 3   | Bischbrunn                    | 1793                 | 36,18            |
| 4   | Erlenbach bei Marktheidenfeld | 2426                 | 15,33            |
| 5   | Esselbach                     | 1986                 | 10,33            |
| 6   | Eußenheim                     | 3192                 | 56,84            |
| 7   | Fellen                        | 868                  | 34,33            |
| 8   | Gössenheim                    | 1238                 | 11,50            |
| 9   | Gräfendorf                    | 1350                 | 45,30            |
| 10  | Hafenlohr                     | 1851                 | 11,30            |
| 11  | Hasloch                       | 1400                 | 10,38            |
| 12  | Himmelstadt                   | 1683                 | 13,42            |
| 13  | Karsbach                      | 1785                 | 30,15            |
| 14  | Mittelsinn                    | 847                  | 14,28            |
| 15  | Neuendorf                     | 830                  | 9,65             |
| 16  | Neuhütten                     | 1189                 | 5,95             |
| 17  | Neustadt am Main              | 1249                 | 19,81            |
| 18  | Partenstein                   | 2805                 | 10,47            |
| 19  | Rechtenbach                   | 993                  | 7,27             |
| 20  | Retzstadt                     | 1562                 | 18,07            |
| 21  | Roden                         | 989                  | 20,05            |
| 22  | Schollbrunn                   | 919                  | 11,23            |
| 23  | Steinfeld                     | 2.233                | 33,69            |
| 24  | Urspringen                    | 1355                 | 17,99            |
| 25  | Wiesthal                      | 1372                 | 9,18             |

Wspólnoty administracyjne:
| Lp. | Nazwa wspólnoty administracyjnej | Ludność (31.12.2011) | Powierzchnia km² | Liczba gmin |
| --- | -------------------------------- | -------------------- | ---------------- | ----------- |
| 1   | Burgsinn                         | 6258                 | 123,76           | 5           |
| 2   | Gemünden am Main                 | 4373                 | 85,15            | 3           |
| 3   | Kreuzwertheim                    | 6048                 | 41,65            | 3           |
| 4   | Lohr am Main                     | 5305                 | 70,45            | 4           |
| 5   | Marktheidenfeld                  | 14978                | 148,90           | 9           |
| 6   | Partenstein                      | 5366                 | 25,60            | 3           |
| 7   | Zellingen                        | 10943                | 86,55            | 4           |

Obszary wolne administracyjnie:
| Lp. | Nazwa obszaru                  | Ludność (31.12.2011) | Powierzchnia km² |
| --- | ------------------------------ | -------------------- | ---------------- |
| 1   | Burgjoß                        | niezamieszkany       | 23,13            |
| 2   | Forst Aura                     | niezamieszkany       | 23,42            |
| 3   | Forst Lohrerstraße             | niezamieszkany       | 21,35            |
| 4   | Frammersbacher Forst           | niezamieszkany       | 16,81            |
| 5   | Fürstlich Löwensteinscher Park | niezamieszkany       | 30,67            |
| 6   | Haurain                        | niezamieszkany       | 3,14             |
| 7   | Herrnwald                      | niezamieszkany       | 2,99             |
| 8   | Langenprozeltener Forst        | niezamieszkany       | 8,66             |
| 9   | Partensteiner Forst            | niezamieszkany       | 19,36            |
| 10  | Ruppertshüttener Forst         | niezamieszkany       | 17,82            |

## Zmiany administracyjne
- 1 stycznia 2014
  - rozwiązanie obszaru wolnego administracyjnie Rothenberg i przyłączenie jego terenów do gminy Rechtenbach